# 12609 Apollodoros
12609 Apollodoros è un asteroide della fascia principale. Scoperto nel 1960, presenta un'orbita caratterizzata da un semiasse maggiore pari a 3,1200221 UA e da un'eccentricità di 0,1856486, inclinata di 0,87821° rispetto all'eclittica.
L'asteroide è dedicato a Apollodoro di Atene, studioso universale e stoico greco.